# Kenneth Stewart
Kenneth Stewart (ur. 28 czerwca 1925 w Liverpoolu, zm. 2 września 1996 tamże) – brytyjski polityk i działacz związkowy, poseł do Parlamentu Europejskiego II, III i IV kadencji.

## Życiorys
W okresie II wojny światowej służył w oddziale spadochroniarzy. Pracował jako stolarz, był działaczem związku zawodowego UCATT, radnym Liverpoolu i przewodniczącym miejskiej komisji mieszkaniowej. Należał do Partii Pracy. Z ramienia laburzystów w 1984 po raz pierwszy uzyskał mandat eurodeputowanego. Z powodzeniem ubiegał się o reelekcję w 1989 i w 1994. Pracował m.in. w Komisji ds. Transportu i Turystyki. Zmarł w trakcie IV kadencji PE.
Kenneth Stewart był żonaty z Margaret Robertson Vass, miał troje dzieci (syna i dwie córki).